# آئوبا-کو، یوکوهاما
آئوبا-کو (به لاتین: Aoba-ku) یک منطقهٔ مسکونی در ژاپن است که در یوکوهاما واقع شده‌است. آئوبا-کو ۳۵٫۱۴ کیلومتر مربع مساحت و ۳۰۲٬۶۴۳ نفر جمعیت دارد.